# Pertef Pogoni
Petref Pogoni lub Ibrahim Pogoni (ur. 18 lutego 1888 lub 1890 w Vostinie, zm. 5 lipca 1958 w Tiranie) – albański nauczyciel, minister edukacji w 1939 roku.

## Życiorys
Odbył szkolenie w administracji osmańskiej w Salonikach, następnie studiował w Stambule. W 1912 lub 1913 roku ukończył studia matematyczne w Instytucie Pedagogicznym w Paryżu.
W latach 1913-1914 był nauczycielem w szkole we Wlorze. Następnie w latach 1914-1915 pełnił funkcję dyrektora szkoły w Elbasanie. Podczas austro-węgierskiej okupacji Albanii w latach 1916-1918 był superintendentem okręgów Elbasan, Durrës i Tirana.
W 1920 roku został pracownikiem Ministerstwa Edukacji, a w latach 1921-1929 był jego sekretarzem generalnym, jednocześnie w 1924 był przez krótki czas dyrektorem gimnazjum w Tiranie, a w roku 1928 opracował ustawę o organizacji szkolnictwa.
W latach 1929-1933 był dyrektorem Królewskiej Szkoły Wojskowej w Tiranie, następnie w latach 1933-1934 pełnił funkcję dyrektora jednej ze szkół w Korczy. W latach 1936-1939 ponownie pełnił funkcję sekretarza generalnego w Ministerstwie Edukacji, w czasie włoskiej inwazji na Albanię był ministrem edukacji od 8 do 12 kwietnia 1939. Pracował następnie w wydawnictwie Ministerstwa Edukacji.
Od września 1943 do końca 1944 roku po raz trzeci pełnił funkcję sekretarza generalnego albańskiego Ministerstwa Edukacji.
W latach 1948-1954 był internowany przez albańskie władze komunistyczne w Kavajë, Tepelenie i Shijaku. Zmarł w Tiranie dnia 5 lipca 1958 roku.